# محسن دلول
محسن دلول (مواليد 1933) صحفي وسياسي لبناني. كان عضوًا في الحزب التقدمي الاشتراكي وشغل منصب وزير الزراعة ووزير الدفاع في التسعينيات. وكان عضوا طويل الأمد في مجلس النواب اللبناني بين عامي 1991 و 2004.

## النشأة والتعليم
ولد دلول في قرية علي النهري قضاء زحلة عام 1933  لأسرة شيعية.  التحق بالكلية الشرقية في زحلة حيث أكمل تعليمه الثانوي.  حصل على إجازة في علم الاجتماع. 

## الحياة المهنية
بعد تخرجه عمل دلول مدرسا في منطقتي البقاع وبيروت.  ثم بدأ العمل في الصحف والمجلات والتحق بنقابة المحررين حيث لا يزال عضوا فيها.  في عام 1951 أصبح عضوا في الحزب التقدمي الاشتراكي وتولى مناصب مختلفة بما في ذلك نائب الرئيس.  كان مقربا من كمال جنبلاط مؤسس الحزب ثم بعد اغتياله عمل كمساعد كبير لنجله وليد جنبلاط ، الذي ورث والده في زعامة الحزب. 
انتخب دلول لأول مرة نائباً عن دائرة بعلبك - الهرمل في انتخابات عام 1991.  في الانتخابات العامة عام 1992 انتخب نائباً عن دائرة زحلة.  انتخب نائباً عن محافظة البقاع في انتخابات عام 1996 وعن دائرة زحلة في انتخابات عام 2000. 
عين دلول وزيرا للزراعة في مجلس الوزراء برئاسة رئيس الوزراء سليم الحص وشغل هذا المنصب من 25 تشرين الثاني/نوفمبر 1989 حتى 24 كانون الأول ديسمبر 1990.  وشغل نفس المنصب في حكومة عمر كرامي من 24 كانون الأول 1990 حتى 16 أيار 1992 وفي حكومة رشيد الصلح بين 16 أيار 1992 و 31 تشرين الأول 1992.  عُين دلول وزيراً للدفاع في 31 تشرين الأول (أكتوبر) 1992 وشغل منصب وزير الدفاع الأول لرفيق الحريري حتى 25 أيار 1995.  استمر في المنصب نفسه في حكومة الحريري الثانية من 11 تموز / يوليو 1996 وفي حكومة الحريري التالية بين 11 تموز / يوليو 1996 وتشرين الثاني / نوفمبر 1998. 

### وجهات النظر والتحالفات
كان لدلول موقف مؤيد لسوريا وإيران وله صلات وثيقة بالسياسيين السوريين. كان نائب الرئيس السوري عبد الحليم خدام هو من ساعد دلول على تولي مناصب وزارية مهمة.  وكان المقرب الآخر من دلول هو حكمت الشهابي، رئيس أركان الجيش العربي السوري.  خلال الحرب الأهلية في لبنان، التقى زعيم الميليشيا الكتائبية بشير الجميل وزعيم الحزب التقدمي الاشتراكي كمال جنبلاط سراً في شقة دلول في بيروت في 2 حزيران / يونيو 1976 بينما كان يشغل منصب نائب رئيس الحزب.  في عام 2010، قال دلول إن إيران يجب أن تمتلك أسلحة نووية لا ينبغي استخدامها فقط للحفاظ على السلام في المنطقة ، ولكن أيضًا لتكون لها قوة رادعة ضد إسرائيل. 

## الحياة الشخصية والعمل
تزوج دلول من سهام كنعان ولهما أربعة أولاد: نزار وعلي وزياد ورولا.  ابنه البكر نزار متزوج من ابنة نازك الحريري الزوجة الثانية لرفيق الحريري.   نزار وعلي دلول لديهما استثمارات تجارية وهما من بين المساهمين في شركة لبنان سيل، شركة الهواتف المحمولة اللبنانية.  حصل ابنا دلول على رخصة مشغل الهاتف المحمول عندما كان والدهما وزيرا للدفاع في حكومة الحريري. 
ألف دلول العديد من الكتب نشر معظمها خلال العقد الأول من القرن الحادي والعشرين. 